# دهستان لفور
دهستان لفور، دهستانی از توابع بخش مرکزی شهرستان سوادکوه شمالی در استان مازندران است.
جمعیت این دهستان بر اساس سرشماری سال ۱۳۸۵ در حدود (۱۴۲۷ خانوار) ۴۸۲۶ نفر است.